# Le Havre (film)
Le Havre je finsko-francouzsko-německé komediální drama, které režíroval Aki Kaurismäki podle vlastního scénáře. Snímek měl světovou premiéru na filmovém festivalu v Cannes dne 17. května 2011.

## Děj
Policie objeví v jednom z kontejnerů v přístavu Le Havre skupinu nelegálních přistěhovalců z Afriky. Mladému chlapci Idrissovi se podaří uprchnout a uchýlí se k čističi bot Marcelu Marxovi, jehož žena Arletty je vážně nemocná. Marcel začne plánovat, jak ho propašovat do Anglie, kde na něj čeká jeho matka. Arletty je přijata do nemocnice. Zde požádá lékaře, aby před Marcelem skryl vážnost jejího stavu.
Jeden rybář souhlasí s tím, že vezme Idrissu na palubu a předá ho na moři anglickému kolegovi, který za to požaduje 3000 €. Aby Marcel získal tuto částku, přesvědčí místního rockera Little Boba, aby vystoupil na charitativním koncertě. Little Bob a jeho partner se ale pohádali a Marcel je musí nejprve usmířit.
Úkol ukrýt Idrissu je stále složitější, protože je soused nahlásil policii. Komisař Monet, pověřený vyšetřováním, však neprojevuje nadšení ze zatčení dítěte a diskrétně Marcela varuje, že se připravuje razie. Marcelovi se podaří dostat Idrissu na loď. Loď ale začne prohledávat policie. Komisař Monet ale zachrání situaci tím, že se posadí na poklop, pod kterým se chlapec skrývá. Idrissa odpluje a Marcel jde za ženou do nemocnice.

## Obsazení
| André Wilms            | Marcel Marx                       |
| Kati Outinenová        | Arletty Marx, Marcelova žena      |
| Jean-Pierre Darroussin | komisař Monet                     |
| Blondin Miguel         | Idrissa Saleh                     |
| Elina Salo             | Claire, majitelka baru La Moderne |
| Évelyne Didi           | Yvette, pekařka                   |
| François Monnié        | Jean-Pierre, prodavač             |
| Roberto Piazza         | zpěvák Little Bob                 |
| Pierre Étaix           | doktor Becker                     |
| Jean-Pierre Léaud      | soused-udavač                     |
| Vincent Lebodo         | Francis, rybář                    |
| Jérôme Boyer           | pohraniční stráž                  |
| Umbañ U Kset           | Mahamat Saleh, otec Idrissy       |
| Patrick Bonnel         | ředitel uprchlického centra       |
| Luce Vigo              | prodavačka sendvičů               |

## Ocenění
- Filmový festival v Cannes: Cena FIPRESCI, Zvláštní uznání ekumenické poroty
- Cena Louise Delluca
- Unie belgického kinematografického tisku: Prix Humanum
- Filmový festival v Mnichově: Cena ARRI v kategorii nejlepší zahraniční film
- Mezinárodní filmový festival v Chicagu: Zlatý Hugo za nejlepší film
- César: nominace v kategoriích nejlepší film, nejlepší režie (Aki Kaurismäki) a nejlepší výprava (Wouter Zoon)
- Evropské filmové ceny: nominace v kategoriích nejlepší evropský film, nejlepší režisér (Aki Kaurismäki), nejlepší herec (André Wilms), nejlepší scenárista (Aki Kaurismäki)